# 吉亚科莫·马泰奥蒂桥
41°54′52″N 12°28′14″E / 41.91443°N 12.470684°E
吉亚科莫·马泰奥蒂桥（Ponte Giacomo Matteotti）原名“利托里奥桥”（Ponte del Littorio），是意大利罗马的一座桥梁，连接阿纳尔多·达·布雷西亚河岸与五日广场，位于普拉蒂区、弗拉米尼奥和得啦维多利亚三区。
该桥由奥古斯托安东内利设计，名为“Ponte delle Milizie”，于1924年动工，5年后完工。它于1929年4月21日揭幕，名为利托里奥桥。
第二次世界大战以后，该桥以在附近被绑架的社会主义政治家吉亚科莫·马泰奥蒂重新命名。
这座桥有三个砖砌桥拱，长138.6米。